# Élections générales britanniques de 1922 en Écosse
 (décembre 2021).
Si vous disposez d'ouvrages ou d'articles de référence ou si vous connaissez des sites web de qualité traitant du thème abordé ici, merci de compléter l'article en donnant les références utiles à sa vérifiabilité et en les liant à la section « Notes et références ».
Les élections générales britanniques de 1922 se sont déroulées le 15 novembre. L'Écosse envoie 71 membres à la Chambre des communes.

## Résultats
| Partis               | Partis                 | Voix      | %     | Sièges | +/-           |
| -------------------- | ---------------------- | --------- | ----- | ------ | ------------- |
|                      | Parti travailliste     | 501 254   | 31,94 | 29     | 23            |
|                      | Parti unioniste        | 379 396   | 24,18 | 13     | 7             |
|                      | Parti libéral          | 328 649   | 20,94 | 15     | 17            |
|                      | Parti national-libéral | 288 529   | 18,39 | 12     | 13            |
|                      | Parti communiste       | 23 944    | 1,53  | 1      | 1             |
|                      | Divers                 | 47 589    | 3,03  | 1      | en stagnation |
|                      |                        |           |       |        |               |
| Inscrits             | Inscrits               |           |       | 71     | en stagnation |
| Votants              |                        |           |       |        |               |
| Abstention           |                        |           |       |        |               |
| Votes blancs et nuls |                        |           |       |        |               |
| Votes exprimés       | Votes exprimés         | 1 569 361 |       |        |               |